# エタ・ド・ブルゴーニュ (戦列艦)
|          | |
| 艦歴     | |
| 建造:    | トゥーロン工廠 |
| 起工:    | 1786年8月12日 |
| 進水:    | 1790年11月8日 |
| 改名:    | コート・ドール、1793年 モンターニュ、1793年 プープル、1795年 オセアン、1795年                                                                                    |
| その後:  | 1856年解体 |
| 性能諸元 | |
| クラス:  | オセアン級戦列艦 |
| 排水量:  | 5,095t |
| 全長:    | 砲列甲板：65,18m |
| 全幅:    | 16,24m |
| 喫水:    | 8,12m |
| 機関:    | 帆走（3本マストシップ、3,265m²） |
| 乗員:    | 1,079名 |
| 兵装:    | 118門： 上砲列：12ポンド（5kg）砲34門 中砲列：24ポンド（11kg）砲34門 下砲列：36ポンド（16kg）砲32門 その他：8ポンド（4kg）砲18門、 36ポンド（16kg）カロネード6門 |

エタ・ド・ブルゴーニュ(États de Bourgogne)は1790年に進水したフランス海軍のオセアン級118門戦列艦。改名歴が非常に多く、1793年にコート・ドール(Côte d'Or)とモンターニュ(Montagne)、1795年にプープル(Peuple)とオセアン(Océan)と4度の改名を経験している。オセアンは1855年まで現役であった。

## 参加海戦
- 栄光の6月1日
- グロワ島の海戦
- バスク・ロードの海戦